# 鄭氏政権 (台湾)

鄭氏政権

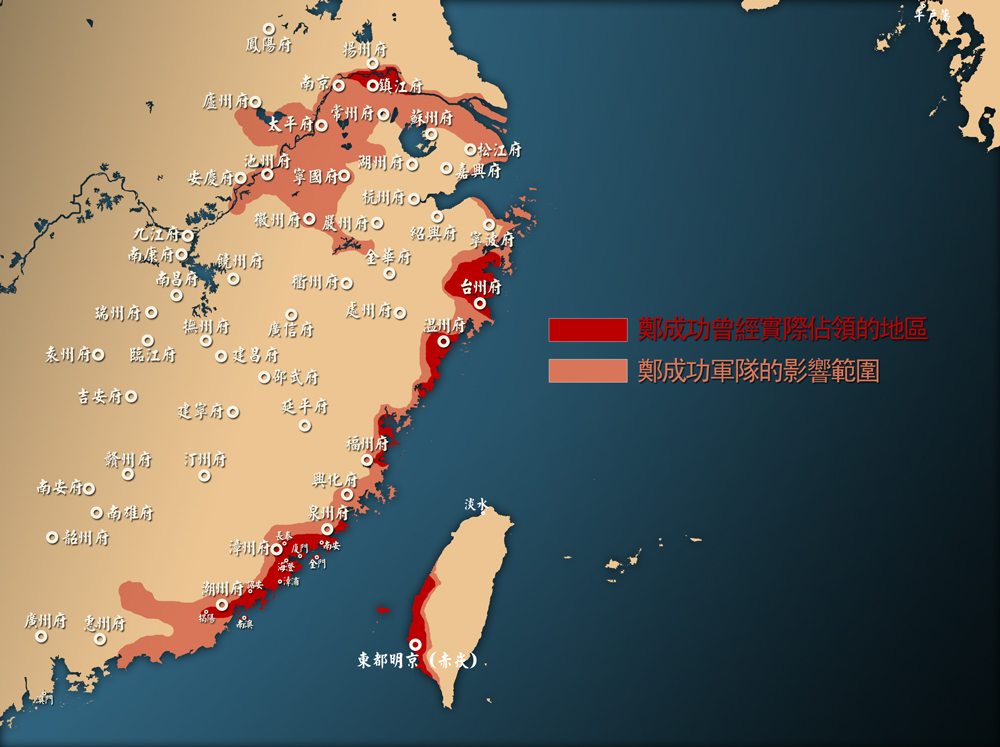
鄭成功軍の占領地と影響圏
（赤：鄭成功軍の占領地域、薄い赤：鄭成功軍の勢力圏）

鄭氏政権（ていしせいけん）は、17世紀後半（1661年 - 1683年）の台湾南部（現：台南市周辺）に存在した地方政権である。延平王国、東寧王国などとも呼ばれる。清への抵抗拠点を確保するために明の遺臣である鄭成功が台湾のオランダ勢力を倒して自らの政権を樹立したが、最終的に清に攻め滅ぼされ、22年の短命に終わった。この結果、台湾には漢民族の移民が増加し、オーストロネシア系の原住民は少数派となった。

## 歴史
1644年、李自成の反乱によって明朝が滅亡し、混乱状況にあった中国大陸に満洲民族の王朝である清が成立した。これに対し明朝の皇族・遺臣たちは「反清復明」を掲げて南明朝を興し、清朝への反攻を繰り返したが、1661年に清軍により鎮圧された。大陸での「反清復明」の拠点を失った鄭成功の軍勢は、清への反攻の拠点を確保するために台湾への進出を計画。1661年3月23日に祭江を出発、翌24日には澎湖諸島を占拠しオランダ・東インド会社を攻撃、4月1日には台湾本島に上陸し、1662年2月1日にはオランダ人の拠点であった熱蘭遮城を陥落させ東インド会社を台湾から駆逐することに成功した（ゼーランディア城包囲戦）。台湾の漢民族政権による統治は、この鄭成功の政権が史上初めてである。
東インド会社を駆逐した鄭成功は台湾を「東都」と改名し、現在の台南市周辺を根拠地としながら台湾島の開発に乗り出すことで、台湾を「反清復明」の拠点化を目指したが1662年6月23日(明永暦16年5月8日)に病没した。彼の息子である鄭経たちが事業を継承したが、反清勢力の撲滅を目指す清朝の攻撃を受けて1683年に降伏し、鄭氏一族による台湾統治は3代22年間で終了した。
歴史上の鄭成功は、彼自身の目標である「反清復明」を果たすことなく死去し、また台湾と関連していた時期も短かった。だが、鄭成功は台湾独自の政権を打ち立てて台湾開発を促進する基礎を築いたこともまた事実であるため、鄭成功は今日では台湾人の精神的支柱「開発始祖」「民族の英雄」として社会的に極めて高い地位を占めている。
なお、鄭成功は清との戦いに際し、たびたび日本へ軍事的な支援を申し入れていた（日本乞師）。しかし、鎖国体制を整えつつあった当時の幕府は火中の栗を拾うことを避け、支援は実現しなかった。
この戦いの経緯は日本でもよく知られ、後に近松門左衛門によって『国性爺合戦』として人形浄瑠璃化された。

## 年表
- 1661年4月- 鄭成功は鹿耳門（中国語版）から台江内海（中国語版）に入り、オランダが建てた普羅民遮城を攻略すると東都明京と定めて承天府を設置。
- 1661年5月- 鄭成功はゼーランディア城を攻囲。同時に台湾各地で鄭軍の駐屯が始まる。
- 1661年9月- 鄭軍はオランダがゼーランディア城救援のためにバタヴィアから派遣した艦隊を台江内海の海戦で破る。
- 1662年1月- 鄭軍はゼーランディア城及び周囲の城砦を砲撃。
- 1662年2月- ゼーランディア城陥落。鄭成功はゼーランディア城を安平鎮と改める。これによって鄭氏政権の台湾支配が始まる。
- 1662年4月- 鄭経が弟乳母の陳昭娘（中国語版）と相姦し鄭克𡒉が生まれる。成功は激怒し、経、陳昭娘と克𡒉の殺害を命じたが、陳昭娘のみが殺害された。
- 1662年6月- 鄭成功急死。承天府の軍人は鄭襲（中国語版）（鄭成功の弟）を東都主に擁立。
- 1662年11月- 鄭経は思明州（中国語版）(今日の金門と廈門)より安平城へ進軍し、鄭襲を破って延平王（中国語版）となる。
- 1663年- 鄭成功を祀る延平王廟建立。
- 1663年7月- 鄭経は金門島に駐屯する伯父・鄭泰（中国語版）を疑うと、陳永華の献策に従って泰を官印贈呈を理由にし廈門島に誘って軟禁。泰の弟と息子らは清に降り、泰は縊死した。
- 1663年7月- 鄭泰死後、彼の預金約30万が日本長崎の唐通事の下にあることが判明。翌月、これについて鄭経と泰の弟、息子は十年以上にわたる訴訟が始まる。
- 1663年11月- 清とオランダの連合軍が思明州の金門島と廈門島を攻略。鄭経は銅山島に撤退。
- 1664年3月- 鄭経は思明州を放棄。同年、経は東都を東寧と改号、天興県と万年県を州と改めた。
- 1664年8月- オランダ軍が台湾島北部の鶏籠(現・基隆)を占拠。
- 1666年2月- 陳永華の建言によって先師聖廟と明倫堂が建立され、台湾での儒教に基づく教育が始まる。
- 1666年8月- 鄭経の正妻唐妃（中国語版）死。経と間に子はなかった。
- 1667年5月- 丁未漂人事件（中国語版）
- 1668年- オランダ軍が鶏籠から退去。これによってオランダは台湾島から完全に撤退した。
- 1670年- 鄭軍の駐屯地が台湾西部各地に拡大したため原住民との間で衝突が起こる。大肚王国の大肚社（パポラ族）、沙轆社（パポラ族）、斗尾龍岸社（タイヤル族またはパゼッヘ族）は武装して激しく抵抗したが、鄭経の遠征に敗れて沙轆社は虐殺された。
- 1672年10月- イギリス東インド会社との通商条約締結。
- 1674年5月- 鄭経は清国の三藩の乱に乗じ大陸に出兵して思明州を回復。この際、陳永華を東寧総制（中国語版）として内政を任せた。
- 1674年後半- 日本は鄭泰の預金を遺族へ返還することにしたが、遺族は清側によって北京に監禁されていたため鄭経に返還することを決定。
- 1675年12月- 鄭泰の預金が鄭経に返還される（寛文大火で焼失した金額を差し引いた約二十六万）。
- 1679年4月- 鄭経は陳永華の建言により庶長子・鄭克𡒉を監国に立てる。克𡒉の人となりは剛毅で果断であり、「東寧賢主」と呼ばれていた。
- 1680年4月- 鄭経、大陸より撤退。
- 1680年6月- 陳永華は馮錫範（中国語版）に策によって東寧總制を辞職、7月、龍湖巌（中国語版）で没。
- 1680年- 王室離宮の北園別館（今の台南開元寺（中国語版））竣工。鄭経は北園別館に移り、国政を鄭克𡒉に委任。
- 1681年3月- 鄭経は王位を鄭克𡒉に譲り、北園別館で病没。2日後、馮錫範(鄭克塽の妻の父)らが政変を起こし、王太妃董友を説いて克𡒉の監国位を廃した上で、彼を北園別館で殺害した。その後、鄭克塽が王位を継いだ。
- 1681年4月- 鄭克塽は鄭成功を「潮武王」、鄭経を「潮文王」として追尊。
- 1681年7月- 王太妃董友が死去すると外戚の馮錫範が実権を掌握。
- 1683年7月- 清軍が澎湖を攻めて澎湖海戦が起こり、将軍劉国軒（中国語版）が指揮する鄭艦隊は敗れて澎湖は陥落。
- 1683年9月- 清軍が安平に上陸すると鄭克塽は降伏した。

## 行政区画
台湾を占拠した鄭成功は1661年5月、普羅民遮城を占拠し、赤崁を東都明京と定め「東都」と命名した。下部に一府二県を設置し、これとは別に澎湖安撫司を設置した。鄭成功の死後、息子の鄭経は承天府及び東都を廃止し、東寧王国と改号、天興県と万年県を州と改めた。この他澎湖安撫司以外に南北路両安撫司を設置した。

## 統治者
| 代 | 名     | 肖像 | 官位   | 父     | 王妃 | 在位期間               | 生没年月日             |
| -- | ------ | ---- | ------ | ------ | ---- | ---------------------- | ---------------------- |
| 1  | 鄭成功 |      | 延平王 | 鄭芝龍 | 董友 | 1662年2月 - 1662年6月  | 1624年8月 - 1662年6月  |
|    | 鄭襲   |      | 東都主 | 鄭芝龍 |      | 1662年6月 - 1662年11月 | ？ - ？                |
| 2  | 鄭経   |      | 延平王 | 鄭成功 | 唐妃 | 1662年11月 - 1681年3月 | 1642年10月 - 1681年3月 |
|    | 鄭克𡒉 |      | 監国   | 鄭経   | 陳妃 | 1681年3月              | 1662年春 - 1681年3月   |
| 3  | 鄭克塽 |      | 延平王 | 鄭経   | 馮妃 | 1681年3月 - 1683年9月  | 1670年8月 - 1707年9月  |

## 鄭氏政権の歴史的意義
鄭氏政権は短命に終わったが、台湾の政治と経済発展に大きな意義を有している。政権は台湾における最初の漢人政権であり、また台湾独自の政権としての地位を確立し、オランダ勢力を駆逐した後は兵糧問題を解決するために屯田政策を積極的に推進した。鄭成功は武将の陳永華の建議を採用し、中央集権的な官制を制定し台湾全島を統括する「主権」を確立する。実際イギリスや江戸幕府は東寧を独立国家として貿易を行い、東インド会社と鄭氏政権の間には通商条約も締結されている。イギリス側史料では鄭氏政権を「台湾王国」あるいは「フォルモサ王国」として表記し、鄭経に宛てた上書では「陛下 (Your Majesty)」との呼称が使用されていることからも、独立国として地位を獲得していたことを窺知することができる。
また鄭氏政権は、地方に割拠した一政権であるが、名目的には明朝暦法を奉じ、「回帰大陸」を究極の目的とし、政策立案や教育に関してもこの原則に従って実施されており、事実上の亡命政権であった。それまで琉求、夷州等さまざまな名称で史料に登場し名前が定まっていなかった台湾地区が、「台湾」と認識されるようになった。
漢榮書局発行の香港中学校歴史教科書副読本『風華再現──中國歷代名人錄』は、「帝皇與近代領袖篇」「名臣篇」「名將篇」「文學家篇」「文化思想家篇」「藝術家篇」「科學家篇」「抗日英雄篇」のなかの「名將篇」において、26人の名将の1人として鄭成功を教えている。